# Un garçon singulier
Un garçon singulier  est un roman de l'écrivain Philippe Grimbert paru en 2011.

## Présentation
Ce livre sur l'autisme traite d'abord des problèmes pour une mère de gérer ses sentiments, parfois contradictoires, par rapport à son enfant, un être qui vient d'elle et en même temps si différent, de réguler le rapport à autrui, tout en sauvegardant la construction de soi-même dans ce lien si singulier. Un ouvrage sur les rapports psychologiques dans ce contexte si particulier, écrit par le psychanalyste Philippe Grimbert. 
« Recherche jeune homme motivé pour s'occuper d'un adolescent singulier en séjour avec sa mère à Horville (Calvados), » c'est de cette façon que débute ce roman de Philippe Grimbert.

## Résumé et contenu

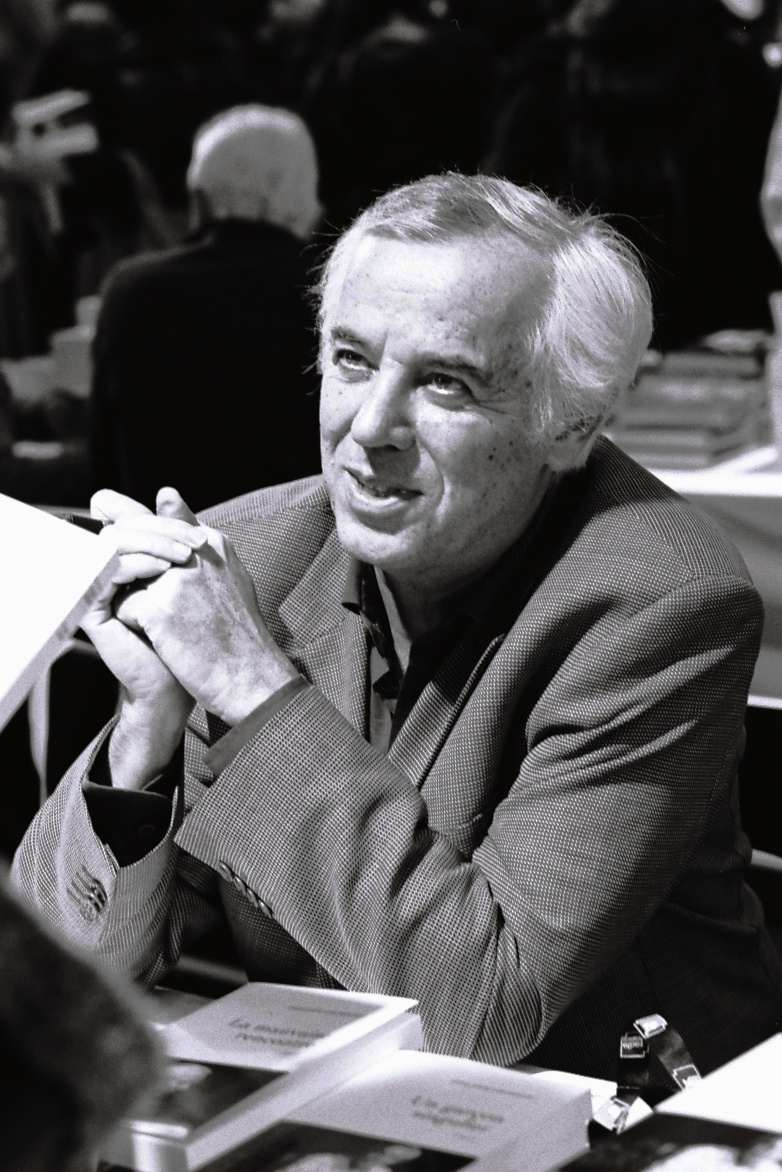
Philippe Grimbert au salon du livre Radio France 2011

Louis est un être introverti, qui se sent différent des gens qui l'entourent. Il abandonne des études de droit qui l'ennuient, cherche mollement du travail et tombe sur une petite annonce qui l'intéresse à double titre : il s'agit d'une personne "différente" dont il se sent proche sans la connaître et parce que le village d'Horville dont il est question dans l'annonce le ramène à son enfance, quand il y passait ses vacances d'été, avec tous les souvenirs qui s'y rattachent.
Ce roman est aussi la relation riche, complexe, qui se crée avec cette mère Helena, quadragénaire un peu libertine qui souffre gravement de la situation, mais en même temps a noué un lien pervers, et Iannis cet adolescent muet de seize ans cloitré dans son silence, qui peut aussi devenir violent et semble avoir le don de lire dans la pensée d'autrui.
On retrouve ici l'atmosphère particulière des romans de Philippe Grimbert qui « ont l’allure compassée des nouvelles intimistes de Stefan Zweig. »